# 331 î.Hr.

## Evenimente
- 1 octombrie: Bătălia de la Gaugamela. Victorie decisivă a lui Alexandru cel Mare în fața lui Darius al III-lea, care a dus la prăbușirea Imperiului Persan.

## Nașteri
- dată necunoscută: Cleanthes  (d. 232 î.Hr.)

## Decese
- dată necunoscută: Zopyrion general macedonean antic (n. ?)